# Rusa alfredi
O cervo-malhado-de-visayan (Rusa alfredi), também conhecido como sambar-malhado-das-Filipinas, cervo-malhado-das-filipinas ou cervo-do-duque-alfredo, é um cervídeo de hábitos noturnos e ameaçado de extinção, que vive em florestas pluviais das Visayas, nas Filipinas.